# Gmina Lubowidz
Die Gmina Lubowidz ist eine Stadt-und-Land-Gemeinde im Powiat Żuromiński der Woiwodschaft Masowien in Polen. Ihr Sitz ist die gleichnamige Stadt mit etwa 1700 Einwohnern.

## Geschichte
Zum 1. Januar 2019 wurde Lubowidz zur Stadt erhoben und die Landgemeinde erhielt ihren heutigen Status.

## Gliederung
Zur Stadt-und-Land-Gemeinde Lubowidz gehören 34 Ortschaften mit einem Schulzenamt:
Bądzyn
Cieszki
Dziwy
Galumin
Huta
Jasiony
Kozilas
Konopaty
Kipichy
Lubowidz
Łazy
Mały Las
Mleczówka
Obórki
Osówka
Płociczno
Purzyce
Przerodki
Ruda
Rynowo
Sinogóra
Sztok
Straszewy
Suchy Grunt
Syberia
Toruniak
Wronka
Wylazłowo
Zatorowizna
Zdrojki
Zieluń-Osada
Zieluń-Wieś
Żelaźnia
Żarnówka
Weitere Orte der Gemeinde sind:
Biały Dwór
Borczyny
Chojnowo
Goliaty
Kaleje
Kipichy
Kosmal
Kresy
Kurzyska
Lisiny
Majdany-Leśniczówka
Ośniak
Pątki
Piegowo
Pieńki
Przerodki
Rudniwa
Sinogóra-Psota
Sinogóra-Rozwozinek
Sztok
Wapniska